# Bahnstrecke Neckarelz–Osterburken
| |                         |                                                   |                                                   |
| Streckennummer (DB): | 4120                    |                                                   |                                                   |
| Kursbuchstrecke (DB): | 665.1-2 (bis 2003: 708) |                                                   |                                                   |
| Kursbuchstrecke: | 321 (1946)              |                                                   |                                                   |
| Streckenlänge: | 30,9 km                 |                                                   |                                                   |
| Spurweite: | 1435 mm (Normalspur)    |                                                   |                                                   |
| Streckenklasse: | D4                      |                                                   |                                                   |
| Stromsystem: | 15 kV 16,7 Hz ~         |                                                   |                                                   |
| Maximale Neigung: | 15,22 ‰                 |                                                   |                                                   |
| Minimaler Radius: | 300 m                   |                                                   |                                                   |
| Streckengeschwindigkeit: | 100 km/h                |                                                   |                                                   |
| Zugbeeinflussung: | PZB                     |                                                   |                                                   |
| Zweigleisigkeit: | durchgehend             |                                                   |                                                   |
| |                         |                                                   |                                                   |
| \| \| \| Neckartalbahn von Heidelberg S 1S 2 \| \| \| \| 50,380 \| Mosbach-Neckarelz (ehem. Neckarelz) S 41 \| 157,4 m \| \| \| \| ehem. Strecke nach Meckesheim (bis 1945) \| \| \| \| \| Neckartalbahn nach Bad Friedrichshall S 41 \| \| \| \| 51,400 \| ehem. Verbindungsbogen (1939 bis ca. 1960) \| ehem. Verbindungsbogen (1939 bis ca. 1960) \| \| \| 51,800 \| ehem. Odenwaldbahn von Heidelberg (bis 1895) \| ehem. Odenwaldbahn von Heidelberg (bis 1895) \| \| \| 52,456 \| Mosbach West (seit 2003) \| Mosbach West (seit 2003) \| \| \| 53,150 \| Mosbach (Baden) (bis 1997) \| 150,8 m \| \| \| \| ehem. Strecke nach Mudau (bis 1973) \| \| \| \| 53,159 \| Mosbach (Baden) (seit 1997) S 2S 41 \| Mosbach (Baden) (seit 1997) S 2S 41 \| \| \| \| ehem. Bahnstrecke Mosbach–Mudau (bis 1973) \| \| \| \| 56,800 \| Neckarburken \| 174,9 m \| \| \| 58,989 \| Dallau \| 196,9 m \| \| \| 60,492 \| Dallauer Tunnel (370 m) \| Dallauer Tunnel (370 m) \| \| \| 62,375 \| Auerbach (b Mosbach) \| 235,9 m \| \| \| 66,276 \| Schefflenzer Tunnel (543 m) \| Schefflenzer Tunnel (543 m) \| \| \| \| ehem. Schefflenztalbahn von Billigheim (bis 1965) \| \| \| \| 67,328 \| Oberschefflenz (ehem. Keilbahnhof) \| 294,2 m \| \| \| 69,410 \| Eicholzheim \| 304,1 m \| \| \| 70,403 \| Eicholzheimer Tunnel (363 m) \| Eicholzheimer Tunnel (363 m) \| \| \| 72,170 \| Landesstraße 583 (412 m) \| Landesstraße 583 (412 m) \| \| \| \| Madonnenlandbahn von Miltenberg \| \| \| \| 73,915 \| Seckach \| 269,7 m \| \| \| 74,864 74,870 \| Kilometrierungssprung (Fehllänge 7 m) \| Kilometrierungssprung (Fehllänge 7 m) \| \| \| 75,441 \| Seckacher Tunnel (248 m) \| Seckacher Tunnel (248 m) \| \| \| 76,474 \| Zimmerer Tunnel (175 m) \| Zimmerer Tunnel (175 m) \| \| \| 76,700 \| Zimmern bei Seckach \| 254 m \| \| \| 78,660 \| Adelsheim Nord \| 238,6 m \| \| \| 79,411 \| Adelsheimer Tunnel (258 m) \| Adelsheimer Tunnel (258 m) \| \| \| \| Frankenbahn von Stuttgart \| \| \| \| 81,287 \| Osterburken S 1 \| Osterburken S 1 \| \| \| \| Frankenbahn nach Würzburg \| \| \| \| \| \| \| \| Quellen: [1][2] \| \| \| \| |                         |                                                   |                                                   |
| Strecke |                         | Neckartalbahn von Heidelberg S 1S 2               | Neckartalbahn von Heidelberg S 1S 2               |
| Bahnhof | 50,380                  | Mosbach-Neckarelz (ehem. Neckarelz) S 41          | 157,4 m                                           |
| Abzweig geradeaus und ehemals nach rechts |                         | ehem. Strecke nach Meckesheim (bis 1945)          | ehem. Strecke nach Meckesheim (bis 1945)          |
| Abzweig geradeaus und nach rechts |                         | Neckartalbahn nach Bad Friedrichshall S 41        | Neckartalbahn nach Bad Friedrichshall S 41        |
| Abzweig geradeaus und ehemals von rechts | 51,400                  | ehem. Verbindungsbogen (1939 bis ca. 1960)        | ehem. Verbindungsbogen (1939 bis ca. 1960)        |
| Abzweig geradeaus und ehemals von rechts | 51,800                  | ehem. Odenwaldbahn von Heidelberg (bis 1895)      | ehem. Odenwaldbahn von Heidelberg (bis 1895)      |
| Haltepunkt / Haltestelle | 52,456                  | Mosbach West (seit 2003)                          | Mosbach West (seit 2003)                          |
| ehemaliger Bahnhof | 53,150                  | Mosbach (Baden) (bis 1997)                        | 150,8 m                                           |
| Abzweig geradeaus und ehemals nach rechts |                         | ehem. Strecke nach Mudau (bis 1973)               | ehem. Strecke nach Mudau (bis 1973)               |
| Bahnhof | 53,159                  | Mosbach (Baden) (seit 1997) S 2S 41               | Mosbach (Baden) (seit 1997) S 2S 41               |
| Kreuzung geradeaus unten (Querstrecke außer Betrieb) |                         | ehem. Bahnstrecke Mosbach–Mudau (bis 1973)        | ehem. Bahnstrecke Mosbach–Mudau (bis 1973)        |
| Haltepunkt / Haltestelle | 56,800                  | Neckarburken                                      | 174,9 m                                           |
| Haltepunkt / Haltestelle | 58,989                  | Dallau                                            | 196,9 m                                           |
| Tunnel | 60,492                  | Dallauer Tunnel (370 m)                           | Dallauer Tunnel (370 m)                           |
| Haltepunkt / Haltestelle | 62,375                  | Auerbach (b Mosbach)                              | 235,9 m                                           |
| Tunnel | 66,276                  | Schefflenzer Tunnel (543 m)                       | Schefflenzer Tunnel (543 m)                       |
| Abzweig geradeaus und ehemals von rechts |                         | ehem. Schefflenztalbahn von Billigheim (bis 1965) | ehem. Schefflenztalbahn von Billigheim (bis 1965) |
| Haltepunkt / Haltestelle | 67,328                  | Oberschefflenz (ehem. Keilbahnhof)                | 294,2 m                                           |
| Haltepunkt / Haltestelle | 69,410                  | Eicholzheim                                       | 304,1 m                                           |
| Tunnel | 70,403                  | Eicholzheimer Tunnel (363 m)                      | Eicholzheimer Tunnel (363 m)                      |
| Brücke | 72,170                  | Landesstraße 583 (412 m)                          | Landesstraße 583 (412 m)                          |
| Abzweig geradeaus und von links |                         | Madonnenlandbahn von Miltenberg                   | Madonnenlandbahn von Miltenberg                   |
| Bahnhof | 73,915                  | Seckach                                           | 269,7 m                                           |
| Kilometer-Wechsel | 74,864 74,870           | Kilometrierungssprung (Fehllänge 7 m)             | Kilometrierungssprung (Fehllänge 7 m)             |
| Tunnel | 75,441                  | Seckacher Tunnel (248 m)                          | Seckacher Tunnel (248 m)                          |
| Tunnel | 76,474                  | Zimmerer Tunnel (175 m)                           | Zimmerer Tunnel (175 m)                           |
| Haltepunkt / Haltestelle | 76,700                  | Zimmern bei Seckach                               | 254 m                                             |
| Haltepunkt / Haltestelle | 78,660                  | Adelsheim Nord                                    | 238,6 m                                           |
| Tunnel | 79,411                  | Adelsheimer Tunnel (258 m)                        | Adelsheimer Tunnel (258 m)                        |
| Abzweig geradeaus und von rechts |                         | Frankenbahn von Stuttgart                         | Frankenbahn von Stuttgart                         |
| Bahnhof | 81,287                  | Osterburken S 1                                   | Osterburken S 1                                   |
| Strecke |                         | Frankenbahn nach Würzburg                         | Frankenbahn nach Würzburg                         |
| |                         |                                                   |                                                   |
| Quellen: |                         |                                                   |                                                   |

Die Bahnstrecke Neckarelz–Osterburken ist eine 30,9 Kilometer lange Eisenbahnstrecke im nördlichen Baden-Württemberg, die entlang des Randes des Odenwaldes eine Verbindung zwischen dem Neckar und dem Bauland herstellt. Sie wurde 1866 als Teil der Odenwaldbahn Heidelberg–Würzburg eröffnet. Als Hauptbahn ist die Strecke durchgehend zweigleisig ausgebaut und elektrifiziert. War sie bis 1945 eine Ost-West-Achse im deutschen Fernverkehr, wird sie seit 2003 ausschließlich von der S-Bahn RheinNeckar, seit 2014 im Abschnitt Neckarelz–Mosbach zusätzlich von der Stadtbahn Heilbronn bedient.

## Verlauf

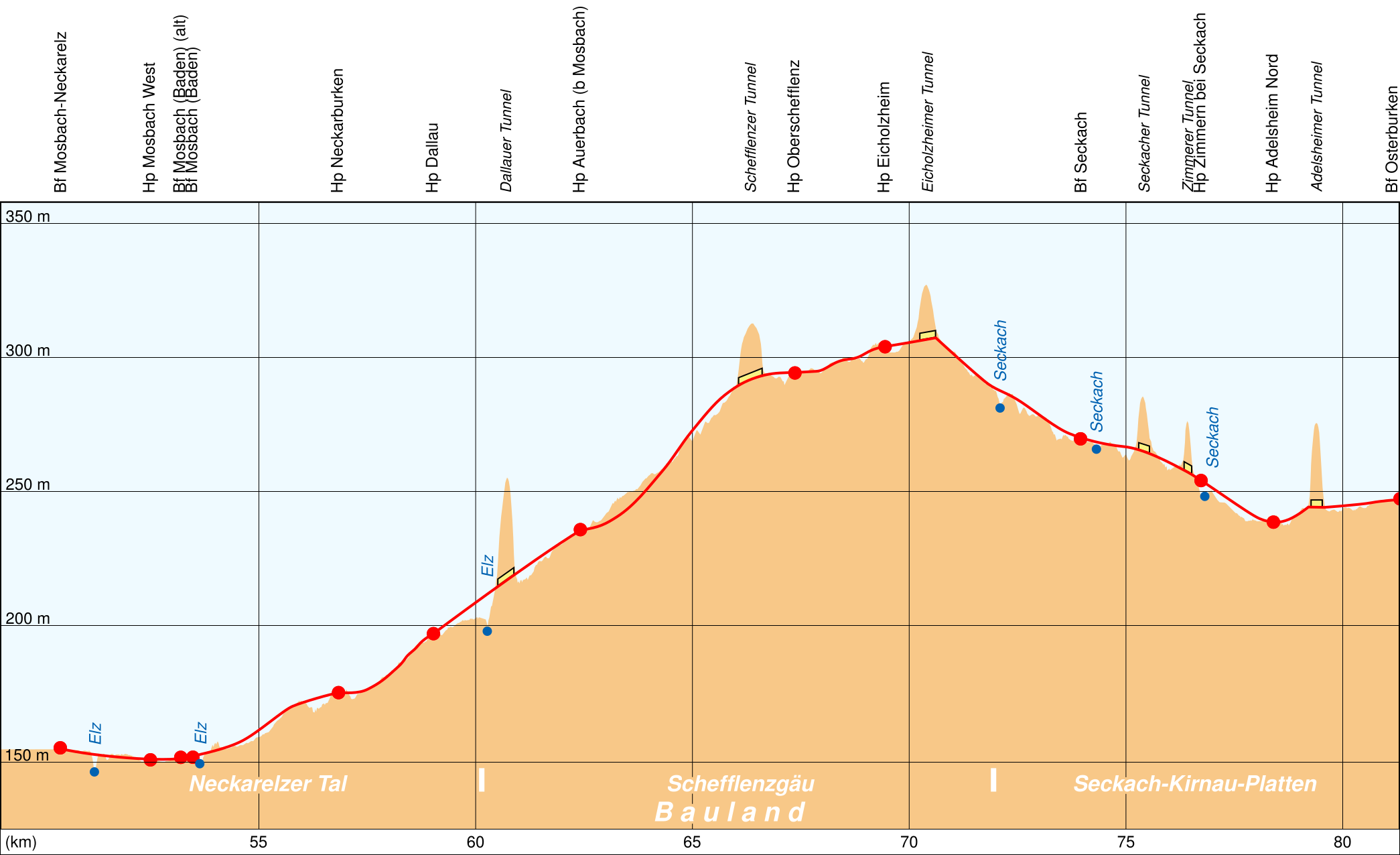
Höhenprofil der Bahnstrecke Neckarelz–Osterburken

Die Strecke hat heute ihren Ausgang im Bahnhof Mosbach-Neckarelz (frühere Bezeichnung: Neckarelz), in dem sie von der Neckartalbahn abzweigt. Im Anschluss nahm sie bis circa 1960 den Mosbacher Verbindungsbogen von Hochhausen auf. Vor dem 1997 verlegten Bahnhof von Mosbach erreichte bis 1895 die alte Trasse der Odenwaldbahn von Obrigheim die Strecke. Entlang der Elz und des Auerbaches verlässt die Strecke das Neckartal, um in das Bauland einzutreten. Eine Schleife der Elz kürzt die Strecke durch den Dallauer Tunnel ab.
Mit Unterfahrung der Wasserscheide zwischen Elz und Jagst im Schefflenzer Tunnel erreicht die Strecke das Tal der Schefflenz, um durch den Eicholzheimer Tunnel das Tal der Seckach zu erreichen, wo in Seckach Anschluss zur Bahnstrecke Seckach–Miltenberg nach Miltenberg besteht. Durch den Adelsheimer Tunnel wechselt die Strecke in das Tal der Kirnau, um kurz darauf in Osterburken auf die Frankenbahn zu stoßen.
Bis Oberschefflenz verläuft die Bundesstraße 292, die bis Auerbach mit der Bundesstraße 27 gebündelt ist, parallel zur Strecke.

## Geschichte

### Vorgeschichte, Planung und Bau

Historischer Verlauf der Badischen Odenwaldbahn

Die Bahnstrecke Neckarelz–Osterburken entstand als Teil der am 1. November 1866 durchgehend eröffneten Badischen Odenwaldbahn Heidelberg–Würzburg. Heidelberg war seit 1840 durch die Badische Hauptbahn an das Eisenbahnnetz angeschlossen, Würzburg seit 1854 über die Ludwigs-West-Bahn, die von Bamberg zur kurhessischen Grenze bei Kahl am Main führte. Die Motivation für den Bau einer Eisenbahnstrecke zwischen Heidelberg und Würzburg war schon früh auf beiden Seiten vorhanden: Die Regierung Badens strebte eine Fortführung ihrer Hauptbahn in nordöstliche Richtung an, und bayerisches Interesse unter König Maximilian II. war eine Strecke in Richtung der bayerischen Pfalz.
Die kürzeste Strecke zwischen den beiden Städten über Eberbach, Mudau und Miltenberg hätte hessisches Gebiet tangiert, was damaligen partikularistischen Interessen widersprach. Stattdessen fiel nach der Begutachtung von 45 Alternativen und langwierigen Verhandlungen die Entscheidung zum Bau einer Strecke über Meckesheim, Mosbach, Osterburken und Lauda. Dies brachte für Baden den Vorteil mit sich, dass die Strecke das badische Bauland erschloss und dass es sie über ihre gesamte Länge selbst betreiben konnte, da sie erst spät bayerisches Gebiet erreichte. Nachteile, die dagegen in Kauf zu nehmen waren, waren eine topografisch ungünstige und eine 25 km längere Streckenführung. Ein entsprechender Staatsvertrag zwischen den beiden Staaten konnte am 27. Januar 1862 unterzeichnet werden. Der Abschnitt Mosbach–Osterburken wurde am 25. August 1866 in Betrieb genommen.

### Zeit der Badischen Staatseisenbahnen (1866–1920)
Schon vier Jahre nach Aufnahme des Betriebs wurde die Strecke im Deutsch-Französischen Krieg von 1870/1871 bis an die Grenzen ihrer Leistungsfähigkeit ausgereizt. Mit dem Kriegseintritt Badens am 16. Juli 1870 wurde die Strecke Teil der offiziellen Aufmarschlinie. Vom 28. Juli 1870 bis zum 15. Oktober 1871 galt ein Militärfahrplan, der nur noch ein ziviles Personenzug-Paar täglich vorsah. Alle anderen Mittel mussten dem militärischen Verkehr zur Verfügung gestellt werden.

Entwicklung des Schienennetzes um Mosbach

Nachdem sich Baden, Hessen und Württemberg auf den Bau der Neckartalbahn von Neckargemünd über Neckarelz nach Jagstfeld einigen konnten, musste der Schienenverkehr zwischen Heidelberg und Mosbach ab dem 24. Mai 1879 nicht mehr den Weg über die topografisch ungünstige Odenwaldbahn nehmen, sondern konnte dem Neckar folgen. Daher war eine Verlegung des Bahnhofs Neckarelz notwendig: Dieser lag zuvor in Verlängerung der Neckarbrücke der Odenwaldbahn, der neue Bahnhof entstand an der neuen Strecke entlang des Neckars. Vom neuen Bahnhof nach Mosbach und zur Strecke nach Meckesheim wurden zwei Verbindungsbögen gebaut. Am Verlauf der alten Odenwaldbahn zwischen altem Bahnhof und Mosbach am neuen Neckarelzer Bahnhof vorbei änderte sich zunächst nichts, eine neue Brücke führte von 1879 an über die Neckartalbahn, bis die direkte Verbindung zwischen altem Neckarelzer Bahnhof und Mosbach 1895 für unnötig erachtet wurde und aufgegeben wurde.
Schwere Züge in Richtung Neckarelz mussten auf der 15 ‰-Steigung zwischen Osterburken und Eicholzheim nachgeschoben werden.
Im Rahmen eines „Programms zur Hebung der Leistungsfähigkeit des Streckennetzes“ kam es gemeinsam mit der Neckartalbahn zwischen Neckargemünd und Neckarelz von 1904 an zum zweigleisigen Ausbau der Strecke Neckarelz–Osterburken. Vom 29. April 1906 an war sie durchgehend zweigleisig befahrbar.

### Zeit der Deutschen Reichsbahn (1920–1949)
Mitte der 1920er Jahre folgten weitere Ausbauten: Durch Verstärkung der Brücken konnte die zulässige Achslast erhöht werden. Darüber hinaus wurden zusätzliche Überholgleise gebaut. Unter kriegsstrategischen Gesichtspunkten eröffnete die Deutsche Reichsbahn am 20. Dezember 1939 in Neckarelz den „Mosbacher Verbindungsbogen“ zwischen der Neckartalbahn aus südlicher Richtung und der Osterburkener Strecke. Mit seiner Hilfe konnte die durch den „Iko-Verkehr“ (Italien-Kohle-Verkehr) stark belegte Untere Jagstbahn entlastet werden.
Während des Luftkriegs über Deutschland war die Strecke im Gegensatz zum Eisenbahnknoten Neckarelz kein bevorzugtes Ziel alliierter Angriffe. Erst ab dem September 1944 kam es zu häufigeren Verkehrsunterbrechungen. Am 30. November 1944 wurde der Bahnhof von Seckach Ziel eines Luftangriffs, bei dem ein Verletzter zu beklagen war und zwei Lokomotiven zerstört wurden.
Nach Kriegsende wurde der Zugbetrieb zwischen Neckarelz und Osterburken bereits im Juni 1945 wiederaufgenommen, da der Strecke für die US-Besatzung eine hohe Bedeutung als Nachschubroute innerhalb der amerikanischen Besatzungszone zukam.

### Zeit der Deutschen Bundesbahn (1949–1993)
Für den Mosbacher Verbindungsbogen gab es in der Zeit nach dem Zweiten Weltkrieg keinen Bedarf mehr, so dass er um ca. 1960 stillgelegt wurde.

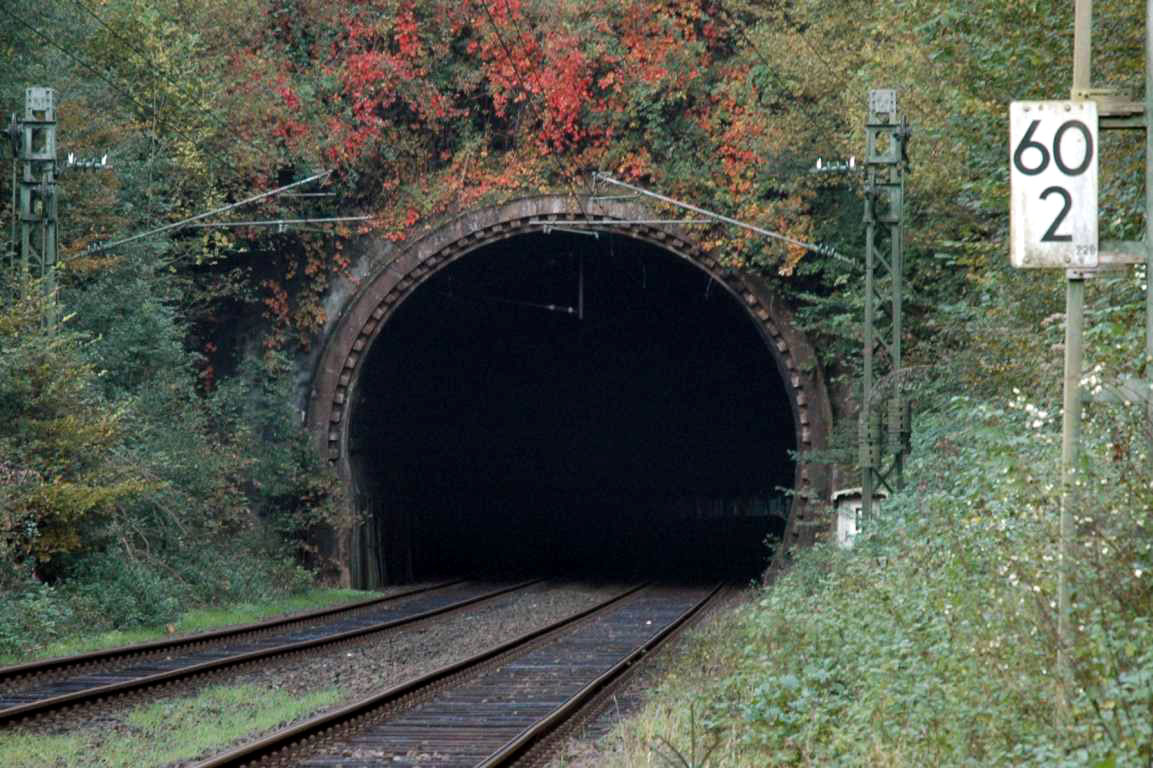
Südportal des Dallauer Tunnels (Okt. 2007)

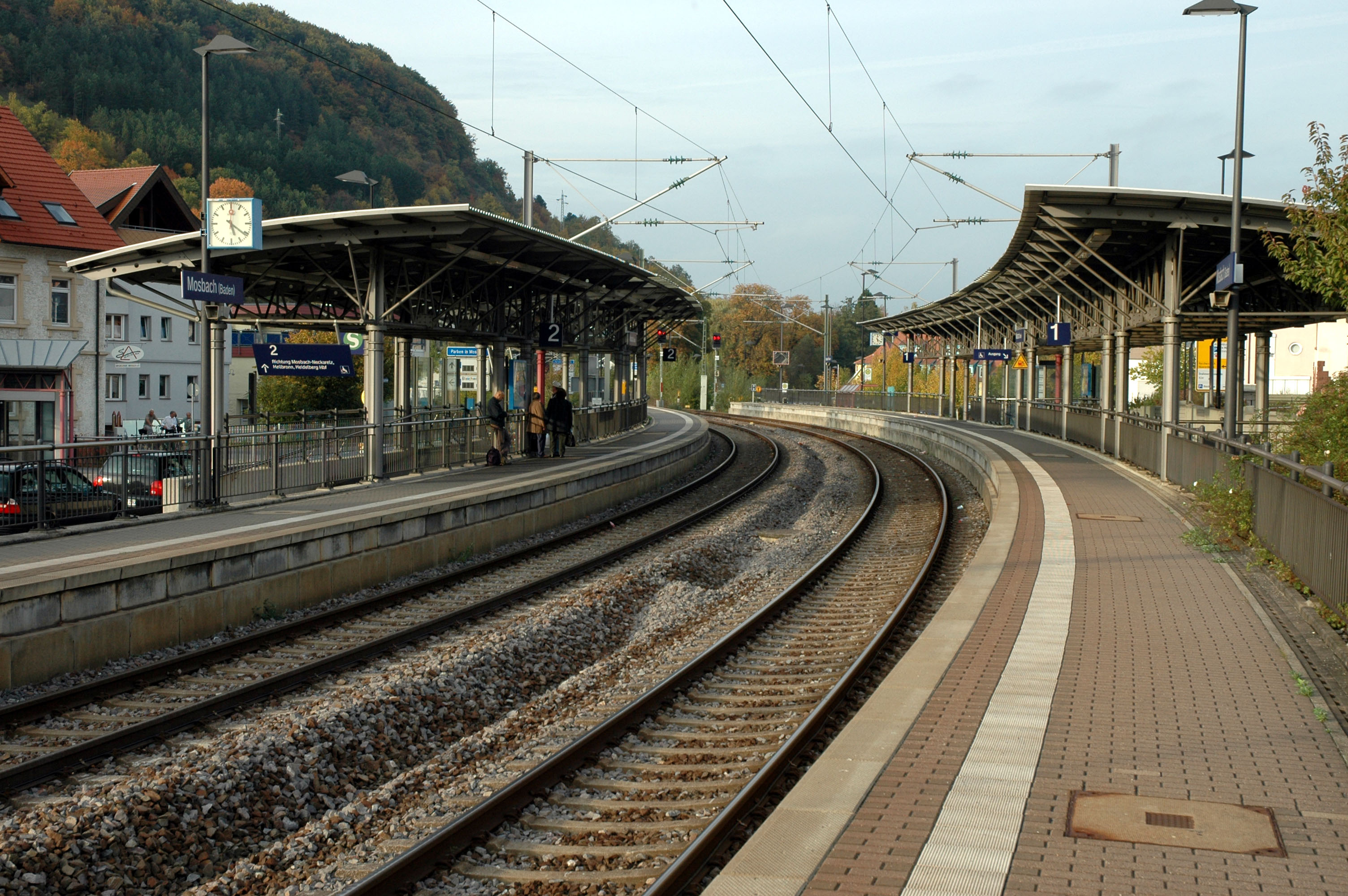
Neuer Bahnhof in Mosbach (Okt. 2007)

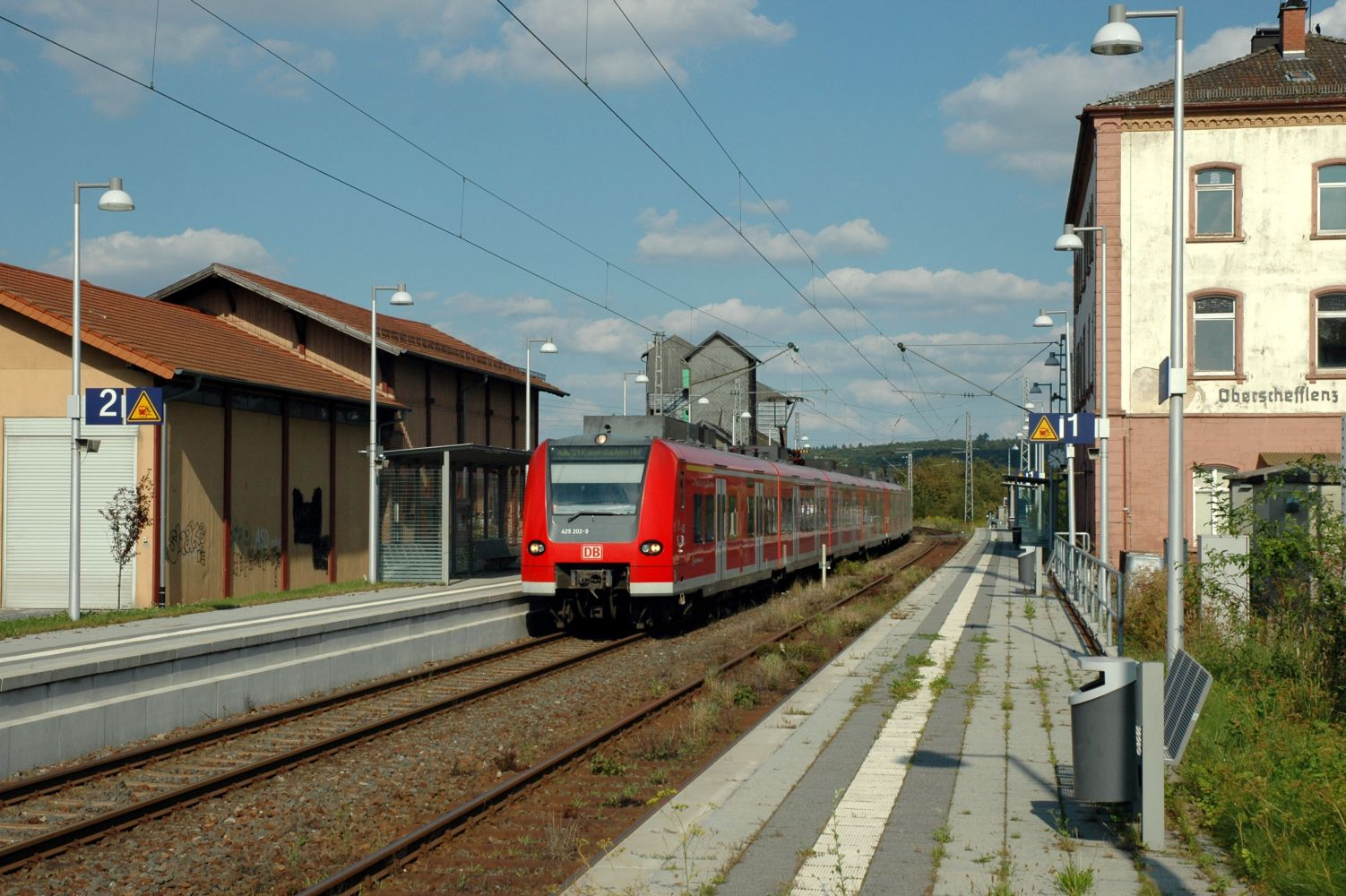
Zug der S-Bahn Rhein-Neckar in Oberschefflenz (Aug. 2007)

Als die Deutsche Bundesbahn Anfang der 1970er Jahre die Neckartalbahn und die Strecke Bad Friedrichshall-Jagstfeld–Würzburg mit finanzieller Unterstützung des Landes Baden-Württemberg elektrifizierte, fiel die Entscheidung, zusätzlich die Lücke zwischen Neckarelz und Osterburken zu schließen, um eine durchgehende elektrische Traktion von Güterzügen in der Relation Rhein-Neckar–Franken zu ermöglichen. Im Personenfernverkehr hatte die Strecke ihre Bedeutung als Ost-West-Magistrale bereits seit Kriegsende und Deutscher Teilung verloren. Im Dallauer Tunnel begannen am 1. November 1971 die Arbeiten mit der Absenkung der Tunnelsohle, die in allen Tunneln um 32 bis 50 Zentimeter tiefer gelegt werden musste. Schwierigkeiten bereitete die Beschaffenheit des Buntsandsteins im Dallauer Tunnel, die Sprengungen notwendig machte, und des Muschelkalks in den anderen Tunneln, der besondere Sicherungen erforderte. Um die Leistungsfähigkeit der Strecke nicht zu sehr einzuschränken, wurden beide Gleise jeweils versetzt abgesenkt, und es wurde in maximal zwei Tunneln gleichzeitig gearbeitet.
Da die lichte Höhe der Brücke der Mosbach–Mudauer Schmalspurbahn für die projektierte Oberleitung nicht ausreichte, bedeutete dies das Ende der – ohnehin von Stilllegung bedrohten – Nebenbahn. Eine Straßenbrücke, die ebenfalls ein Hindernis für die Elektrifizierung darstellte, bedurfte von vornherein einer Erneuerung, so dass nur eine Brücke bei Auerbach umgebaut werden musste. Auftragnehmer der Elektrifizierungsarbeiten war AEG-Telefunken, die Gesamtkosten beliefen sich auf 24 Millionen DM. Seit dem 1. Juni 1975 kann die Strecke mit elektrischer Traktion befahren werden.

### Seit der Bahnreform von 1994
In den 1990er Jahren änderte sich das Gesicht der Strecke durch die S-Bahn RheinNeckar grundlegend. Ein vorbereitender Schritt war der Neubau des Bahnhofs Mosbach, dessen Situation schon seit langem unbefriedigend war. Zum einen lag der Bahnhof entfernt von der Innenstadt, zum anderen gab es einen Schrankenposten, der häufig für Rückstaus auf die B 27 sorgte. Nach Unstimmigkeiten zwischen der Stadt Mosbach und der Deutschen Bahn, die das Gelände des alten Bahnhofs für den Ausbau der B 27 abgeben sollte, kam es 1994 zur Einigung, da die Bahn die Anlagen nun nicht mehr benötigte. Der neue Bahnhof, am 24. März 1997 gemeinsam mit der 100 m entfernt gelegenen Landesgartenschau eröffnet, befindet sich 300 m nördlich des alten Bahnhofs. Zwei Richtungsbahnsteige können über Rampen erreicht werden. Die Länge der Bahnsteige erlaubt nur noch Züge mit einer Länge von maximal fünf Wagen, womit nur noch eine Bedienung im Regionalverkehr möglich ist. Die Bahnsteighöhe von 76 cm ermöglichte von Anfang an einen Betrieb mit S-Bahn-Triebwagen. Die Kosten für den Bahnhofsneubau und die Verlegung der umliegenden Straßen in Höhe von 53,1 Millionen DM wurden gemeinsam von der Deutschen Bahn und der Stadt Mosbach getragen. Der alte Bahnhof wurde anschließend zurückgebaut.
Am 23. November 1996 wurden die letzten Formsignale entlang der Strecke außer Betrieb genommen. Seit diesem Zeitpunkt wird der Abschnitt Neckarelz–Osterburken durch das neue SpDr-Stellwerk in Neckarelz fernbedient.
Die Planung für das Netz der S-Bahn RheinNeckar sah zunächst nur einen 30-Minuten-Takt entlang der Neckartalbahn bis Eberbach vor. Eine Verlängerung nach Neckarelz oder weiter nach Osterburken mit einem dünneren Takt war als Erweiterungsoption Teil der Ausschreibung. Gemeinsam mit der Strecke Speyer–Germersheim wurde zunächst für 75 Millionen € die Option zur Verlängerung der S-Bahn bis Neckarelz eingelöst. Mit Regionalisierungsmitteln des Landes Baden-Württemberg und Geldern aus dem Gemeindefinanzierungsgesetz konnte eine Verlängerung der S 1 bis Osterburken realisiert werden, die seit dem 14. Dezember 2003 im Stundentakt bedient wird. Im Rahmen des S-Bahn-Ausbaus wurden alle Bahnhöfe behindertengerecht ausgebaut und mit Wetterschutzhäuschen versehen. 140 Meter lange und 76 Zentimeter hohe Bahnsteige ermöglichen einen niveaugleichen Einstieg in die S-Bahn-Züge. Neu in Betrieb genommen wurde außerdem der Haltepunkt Mosbach West.
Zum turnusgemäßen Fahrplanwechsel 2014/2015 am 14. Dezember 2014 wurde die Linie S 41 der Stadtbahn Heilbronn eröffnet, welche die S-Bahn-Linien S 1 und S 2 der S-Bahn RheinNeckar im Abschnitt Mosbach-Neckarelz–Mosbach (Baden) ergänzt.

## Betrieb

### Personenverkehr

#### Zeit der Badischen Staatseisenbahnen
Mit der durchgehenden Eröffnung der Badischen Odenwaldbahn boten die Badischen Staatsbahnen täglich drei Personenzug-Paare und einen „Schnellzug“ Heidelberg–Würzburg an. Der Schnellzug hielt dabei an 26 Stationen und benötigte für die Fahrt vier Stunden und 45 Minuten. 1889 begann auf der Strecke Neckarelz–Osterburken die Ära des Fernverkehrs. Ab diesem Jahr gab es ein durchgehendes Zugpaar Heidelberg–Berlin, dessen Fahrzeit 1892 zwölfeinhalb Stunden betrug. 1897 wurde die Verbindung um Kurswagen von und nach Metz sowie Saarbrücken ergänzt, hinzu kamen bis zum Ersten Weltkrieg Kurswagen nach und von Bad Kissingen sowie Dresden. 1902 umfasste das Fernverkehrsangebot täglich drei Schnellzug-Paare, eines der Paare lief zwischen Mannheim und Hof mit Kurswagen Paris–Karlsbad. 1905 kam noch ein Eilzug-Paar hinzu. Den lokalen Verkehr bedienten in diesem Jahr sechs Personenzug-Paare.
Vorwiegend durch die Badischen Staatseisenbahnen eingesetzte Lokomotiv-Baureihen waren anfangs die alte badische X c, die alte badische XII (spätere III), die alte badische XIV (spätere IV a) und die alte badische IV. Sukzessive ersetzt wurden sie ab 1877 durch die ab 1885 gleichfalls in Lauda beheimatete badische IV c, ab 1884 durch die badische IV b, ab 1893 durch die Schnellzuglok badische II a und ab 1894 durch die Schnellzuglok badische III a.
Weitere Träger des Personenverkehrs waren von 1895 bis 1897 die badische IV d, ab 1898 die für den Einsatz im Schwarzwald konstruierte und dann ebenso in Lauda beheimatete badische IV e, ab 1900 die badische VI b (spätere Baureihe 75.1-3) und ab 1902 die badische II b. Um 1910 befanden sich alle fünf Schnellzugloks des Typs badische IV g im Bahnbetriebswerk Lauda und waren auf der Strecke im Einsatz.
1912 führten die Badischen Staatseisenbahnen zwischen Neckarelz und Seckach Versuchsfahrten mit einem Kittel-Dampftriebwagen durch, um ihre Wirtschaftlichkeit im Vergleich zu lokbespannten Zügen zu ermitteln.

#### Zeit der Deutschen Reichsbahn
Zwischen den beiden Weltkriegen behauptete die Strecke ihre Bedeutung: Die Verbindung Heidelberg–Berlin bediente eine Tags- und eine Nacht-Kurswagen-Verbindung, die in Osterburken von Schnellzügen in der Relation Stuttgart–Berlin abgespaltet wurde. Hinzu kamen ein Durchgangszug-Paar Dresden–Saarbrücken und ein Eilzug-Paar Ludwigshafen am Rhein–Würzburg. Ab 1939 bestand außerdem eine Kurswagen-Verbindung Saarbrücken–Wien.
Wichtigste Baureihe im Personenverkehr aller Zuggattungen war die ab 1919 in Heidelberg und ab 1921 ebenso in Lauda und Neckarelz beheimatete preußische P 8, die um 1920 die badische IV e und bis Mitte der 1920er Jahre die badische VI c vollständig verdrängte. Die badische VI b beförderte darüber hinaus leichte Personenzüge.

#### Zeit der Deutschen Bundesbahn

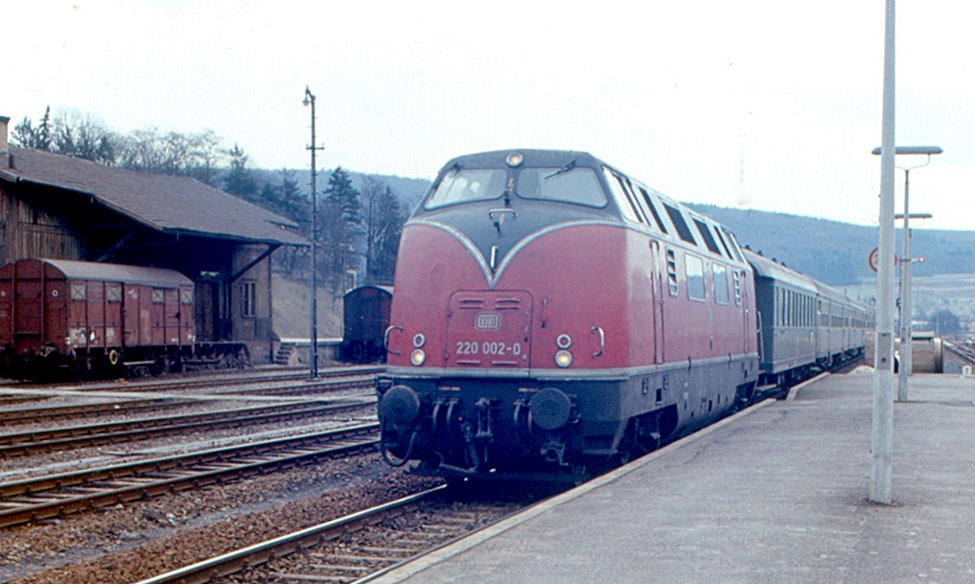
220 002 mit einem Eilzug von Würzburg bei der Einfahrt in den Bahnhof Neckarelz (April 1970)

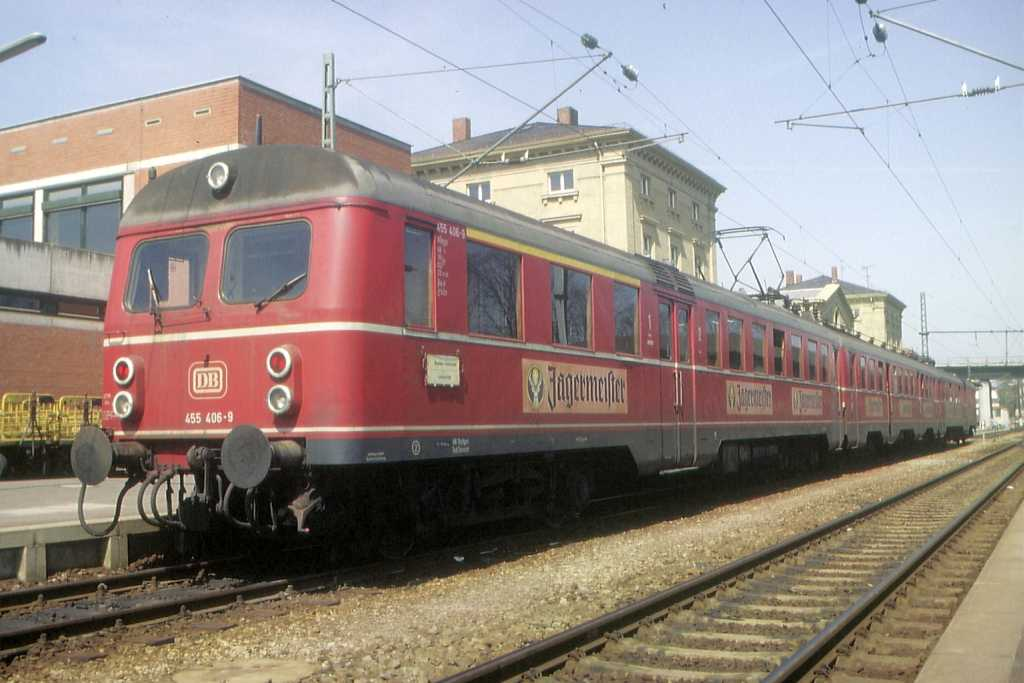
Triebwagengarnitur der Baureihe 455 in Osterburken (April 1984)

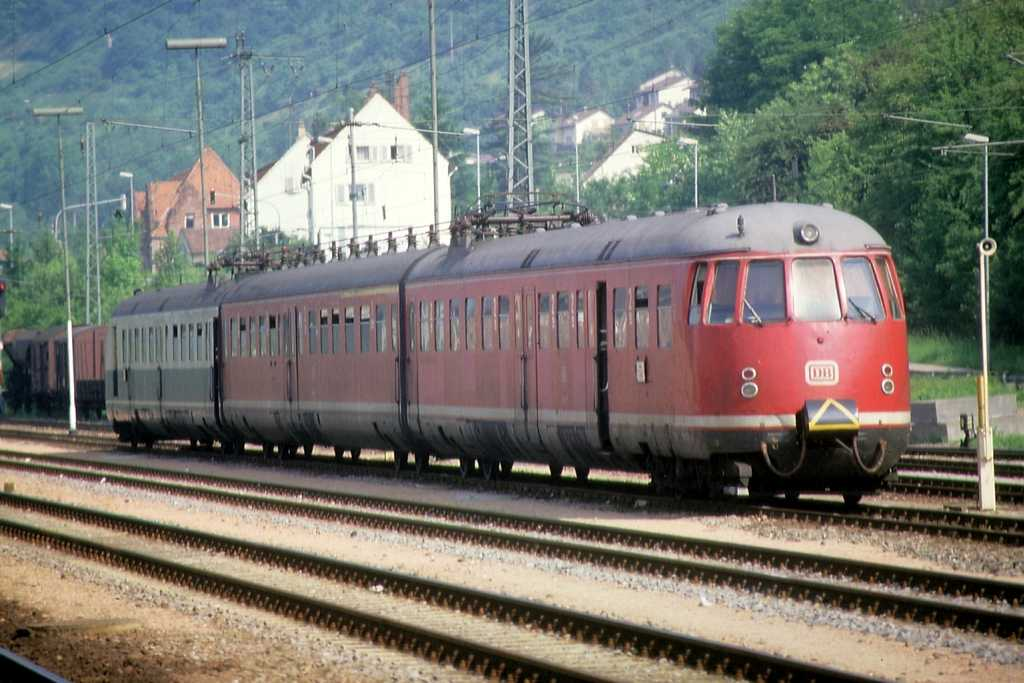
Triebwagengarnitur der Baureihe 456 in Neckarelz (Mai 1986)

Nach Ende des Zweiten Weltkriegs verlor die Strecke Neckarelz–Osterburken durch die Deutsche Teilung ihre Rolle als wichtige Verkehrsachse: Ab 1946 gab es wieder ein Schnellzug-Paar, jedoch mit dem eingeschränkten Zuglauf Saarbrücken–Würzburg, das später in einen Eilzug umgewandelt wurde. Zwischen 1952 und 1969 verkehrten auf der Strecke im Fernverkehr nur noch Eilzüge, erst danach gab es wieder ein Schnellzug-Paar Saarbrücken–Hof, das ab 1970 unter dem Namen „Frankenland“ fuhr. Mit der Einführung der Zuggattung Schnellzug des Intercity-Ergänzungssystems (DC) 1973 wurde die Verbindung wieder gestrichen. Mit einer Schnellzug-Verbindung Kaiserslautern–Hof, die von 1982 bis 1988 angeboten wurde, endete die Zeit des Fernverkehrs zwischen Neckarelz und Osterburken.
1989 kam es zur Einführung eines Taktfahrplans: Eilzüge fuhren von Heidelberg nach Osterburken alle zwei Stunden, eines der Zugpaare war nach Würzburg durchgebunden, ansonsten bestand ein Anschluss. Im Wechsel fuhren alle zwei Stunden Nahverkehrszüge. 1992 wurde der Laufweg der Eilzüge auf Homburg–Osterburken ausgedehnt.
Von Mitte der 1950er Jahre bis 1961 wurden die Eilzüge mit Würzburger Dampfloks der Baureihe 01 als Nachfolger der Baureihe 38 (P 8) bespannt, bis diese durch Würzburger Dieselloks der Baureihe V 200.0 ersetzt wurden. Den Nahverkehr bediente zunächst weiterhin die badische IV b und die preußische T 5 (Baureihe 72), welcher die preußische T 12 (Baureihe 74) und die Baureihe 50 folgten.
Ab 1952 ersetzten Uerdinger Schienenbusse der Baureihe VT 95 und VT 98 nach und nach die Dampftraktionen. Noch bis in den Winterfahrplan 1974/1975 wurden Personenzüge mit der Baureihe 023 bespannt, die zuletzt noch im Bahnbetriebswerk Crailsheim beheimatet war. Nach Aufnahme des elektrischen Betriebs waren die Schienenbusse, am Schluss als Baureihe 796 auf Einmannbetrieb umgestellt, noch bis Anfang der 1990er Jahre gelegentlich im Einsatz.
Unter Fahrdraht hielten 1975 die „Elektro-Eierköpfe“ der Baureihe 456 im Nahverkehr Einzug, von 1981 bis 1984 ergänzt durch Triebwagen der Baureihe 455. Die letzten Fahrten der Baureihe 456 zwischen Heidelberg und Osterburken waren gleichzeitig die letzten Einsätze dieser Baureihe überhaupt.
Zwischen 1975 und 1984 beförderten Würzburger Maschinen der Baureihe 118 auf der Strecke Eilzüge, vor lokbespannten Zügen kamen außerdem die Altbaulokomotiven der Baureihe 144 und der Baureihe 194 zum Einsatz, danach Einheitslokomotiven der Baureihe 140 und Baureihe 141.
Eine Besonderheit von 1972 bis 1985 war der gelegentliche Einsatz der im Bahnbetriebswerk Mannheim stationierten Diesel-Drehstrom-Versuchslokomotive der Baureihe 202.

#### Zeit der Deutschen Bahn
Mit Aufnahme des Neigetechnik-Verkehrs auf der Neckartalbahn im September 1996 erweiterte sich das Zugangebot um einen stündlichen Anschluss-Pendelzug Neckarelz–Mosbach. Ab 2000 verkehrten die inzwischen als Regional-Express bezeichneten Eilzug-Nachfolger außerhalb des Berufsverkehrs nur noch mit dem Laufweg Neckarelz–Osterburken, so dass fast keine umsteigefreien Verbindungen mehr von bzw. nach Heidelberg und Mannheim zur Verfügung standen.
Seit Dezember 2003 bedienen S-Bahn-Züge der Baureihe 425.2 die Strecke im Stundentakt. Als Teil der Linien S 1 und S 2 der S-Bahn RheinNeckar fahren die Züge von Osterburken über Neckarelz nach Heidelberg, Mannheim und weiter durch rheinland-pfälzisches Gebiet bis Homburg (Saar).
Auf der Linie S 41 werden seit Dezember 2014 Zweisystem-Stadtbahnfahrzeuge vom Typ ET 2010 eingesetzt.

### Güterverkehr
Bedienten die Badischen Staatseisenbahnen die Odenwaldbahn zunächst nur mit gemischten Zügen, wurden 1868 durchgehende Güterzüge zwischen Heidelberg und Würzburg eingeführt. Ab 1899 verkehrte wöchentlich ein Viehzug von Osterburken nach Mannheim. Wichtigste Lokomotivtypen der Länderbahnzeit auf der Strecke waren von Anfang an die alte badische X d (später als VII a bezeichnet), ab 1869 die alte badische XI (später als V a bezeichnet), ab 1879 die originär für die Schwarzwaldbahn entwickelte badische VIII a, ab 1892 die badische VIII b und ab 1893 die badische VII b und die badische VII c. 1900 gab es die ersten Einsätze der badischen VIII c, und ab 1908 wurde die Badische VIII e von Lauda aus auf der Strecke eingesetzt. Ab 1918 löste die badische G 12 die Lokomotiven vom Typ VII b, VII c sowie VIII e ab und bestimmte für die nächsten 30 Jahre maßgeblich das Bild des Güterverkehrs zwischen Neckarelz und Osterburken.
Zu Zeiten der Deutschen Reichsbahn diente die Eisenbahnstrecke Neckarelz–Osterburken als Trasse für Durchgangsgüterzüge (Dg) von Würzburg, Nürnberg oder Regensburg nach Mannheim oder weiter nach Saarbrücken-Einsiedlerhof. Hinzu kamen ab 1935 Kohlen-Ganzzüge aus dem Saargebiet nach Nordbayern und weiter bis nach Linz und Wien sowie nach Eröffnung des Mosbacher Verbindungsbogens die Züge des Italien-Kohle-Verkehrs. Den Badischen Lokomotiven folgten bei der Deutschen Reichsbahn ab 1921 die preußische G 7.2 und später die preußische G 10 für leichte Güterzüge und ab 1922 die preußische G 12. Von 1941 bis 1950 lösten die Einheitsdampflokomotiven der Baureihe 50 die G 12 nach und nach ab.
Zu Zeiten der Deutschen Bundesbahn beförderten bevorzugt in Lauda beheimatete Dampflokomotiven der Baureihe 55.25–56 leichte und Maschinen der Baureihe 50 schwere Güterzüge. Ebenfalls zum Einsatz kamen schwere Dampflokomotiven der Baureihe 42 und Baureihe 44.
Seit die Linie Mannheim–Darmstadt–Aschaffenburg–Würzburg durchgehend elektrifiziert war, verlagerte sich der überregionale Güterverkehr weg von der Strecke Neckarelz–Osterburken, bei diesem Zustand blieb es, nachdem die Strecke ab 1975 unter Fahrdraht stand. Die Bespannung von Güterzügen oblag meist Maschinen der Baureihen 144 und 194, die bis 1983 beziehungsweise 1986 in Mannheim und Würzburg beheimatet waren. Das letzte planmäßige überregionale Güterzugpaar, ein Schnellgüterzug (Sg) Heidelberg–Würzburg, nutzte die Strecke bis Ende der 1980er Jahre.
Die Bedienung der lokalen Gleisanschlüsse mit Nahgüterzügen erfolgte Mitte der 1990er Jahre mit einer Lokomotive der Baureihe 365 von Neckarelz aus. Angefahren wurden die Bahnhöfe Mosbach, Oberschefflenz, Eicholzheim und Seckach, von wo aus weiter die Madonnenlandbahn bedient wurde. Zum 31. Dezember 2001 wurde im Rahmen von „MORA C“ (Marktorientiertes Angebot Cargo) die Bedienung der letzten im Güterverkehr bedienten Bahnhöfe Neckarelz und Mosbach durch die Deutsche Bahn AG eingestellt. Es verblieb zunächst nur mehr das zur Überführung von Schienenfahrzeugen genutzte Anschlussgleis des Lokomotivherstellers Gmeinder in Mosbach. Seit Mai 2008 wird der Bahnhof Neckarelz wieder durch DB Cargo bedient, nachdem ein Ladegleis auf Initiative des Neckar-Odenwald-Kreises reaktiviert wurde und nun zum Umschlag von jährlich rund 60.000 Tonnen Holz genutzt werden soll.

### Unfälle
Am 8. Februar 1917 kam es um zwei Uhr nachts zu einem Unglück, als eine Lokomotive vom Typ VIII e im Bahnhof Mosbach einen für Heidelberg bestimmten Milchzug zusammenstellte. Durch eine falsch gestellte Weiche fuhr die Lokomotive auf ein Stumpfgleis, durchbrach einen anschließenden Steinhaufen und kam im Erdgeschoss eines sich anschließenden Bahnwärterhauses zum Stehen, in dessen Keller die Lokomotive absackte. Die vier Töchter des Bahnwärters, die im ersten Stock schliefen, kamen mit dem Schrecken davon. Das Haus fiel nach Bergung der Lokomotive in sich zusammen und musste abgebrochen werden.